# Махнівська волость
Махнівська волость — адміністративно-територіальна одиниця Бердичівського повіту Київської губернії з центром у містечку Махнівка.
Станом на 1886 рік складалася з 7 поселень, 6 сільських громад. Населення — 7100 осіб (3448 чоловічої статі та 3652 — жіночої), 568 дворових господарств.
|                     | Площа, десятин | У тому числі орної, десятин |
| ------------------- | -------------- | --------------------------- |
| Сільських громад    | 4309           | 3877                        |
| Приватної власності | 7262           | 5485                        |
| Іншої власності     | 300            | 232                         |
| Загалом             | 11871          | 9594                        |

Поселення волості:
- Махнівка — колишнє власницьке містечко при річці Гнилоп'ять за 20 верст від повітового міста, 955 осіб, 152 двори, 2 православні церкви, католицькі костел і каплиця, синагога, 4 єврейських молитовних будинки, школа, поштова станція, 2 постоялих дворів, 2 постоялий будинки, 81 лавка, базари по вівторках, водяний і вітряний млини, екіпажний завод.
- Бродецьке — колишнє власницьке село при річці Гнилоп'ять, 708 особи, 95 дворів, православна церква, постоялий будинок і вітряний млин.
- Вовчинець — колишнє власницьке село при річці Гнилоп'ять, 1331 особа, 182 двори, православна церква, постоялий будинок і 3 водяних млини.
- Жежелів — колишнє власницьке село при річці Гнилоп'ять, 599 осіб, 73 двори, православна церква, постоялий будинок і водяний млин.
- Марківці — колишнє власницьке село при річці Гнилоп'ять, 369 осіб, 49 дворів, православна церква та постоялий будинок.